# East Langdon
East Langdon est un village du Kent, en Angleterre.